# Delahaye Type 132
Der Delahaye Type 132 ist ein Pkw-Modell aus den 1930er Jahren. Hersteller war Automobiles Delahaye in Frankreich.

## Beschreibung
Die Fahrzeuge wurden zwischen Mai 1934 und Juli 1936 hergestellt. Vorgänger waren Delahaye Type 122 und Delahaye Type 123.
Der Vierzylinder-Ottomotor war in Frankreich mit 10 CV eingestuft. Er hat 73,8 mm Bohrung, 107 mm Hub, 1831 cm³ Hubraum und leistet 34 PS. Er ist vorn im Fahrgestell eingebaut und treibt die Hinterachse an.
Der Radstand beträgt 286 cm. Bekannt sind die Karosseriebauformen Limousine und Cabriolimousine sowie Coupé, Cabriolet und Tourenwagen.
Insgesamt entstanden 109 Fahrzeuge.
Eine zweitürige Limousine wurde 2018 für 14.400 Euro versteigert und eine andere 2020 für 38.400 Euro.